# Bergewöhrden
Bergewöhrden là một đô thị thuộc huyện Dithmarschen, trong bang Schleswig-Holstein, nước Đức. Đô thị Bergewöhrden có diện tích 2,64 km², dân số thời điểm 31 tháng 12 năm 2006 là 33 người.